# Conceição do Jacuípe
Conceição do Jacuípe est une municipalité brésilienne de l'État de Bahia et la Microrégion de Feira de Santana.